# 5560 Amytis
5560 Amytis eller 1989 MX är en asteroid i huvudbältet som upptäcktes 27 juni 1989 av den amerikanske astronomen Eleanor F. Helin vid Palomar-observatoriet. Den är uppkallad efter amerikanskan Amytis Barrett.
Asteroiden har en diameter på ungefär 4 kilometer och den tillhör asteroidgruppen Flora.